# 지러쓰

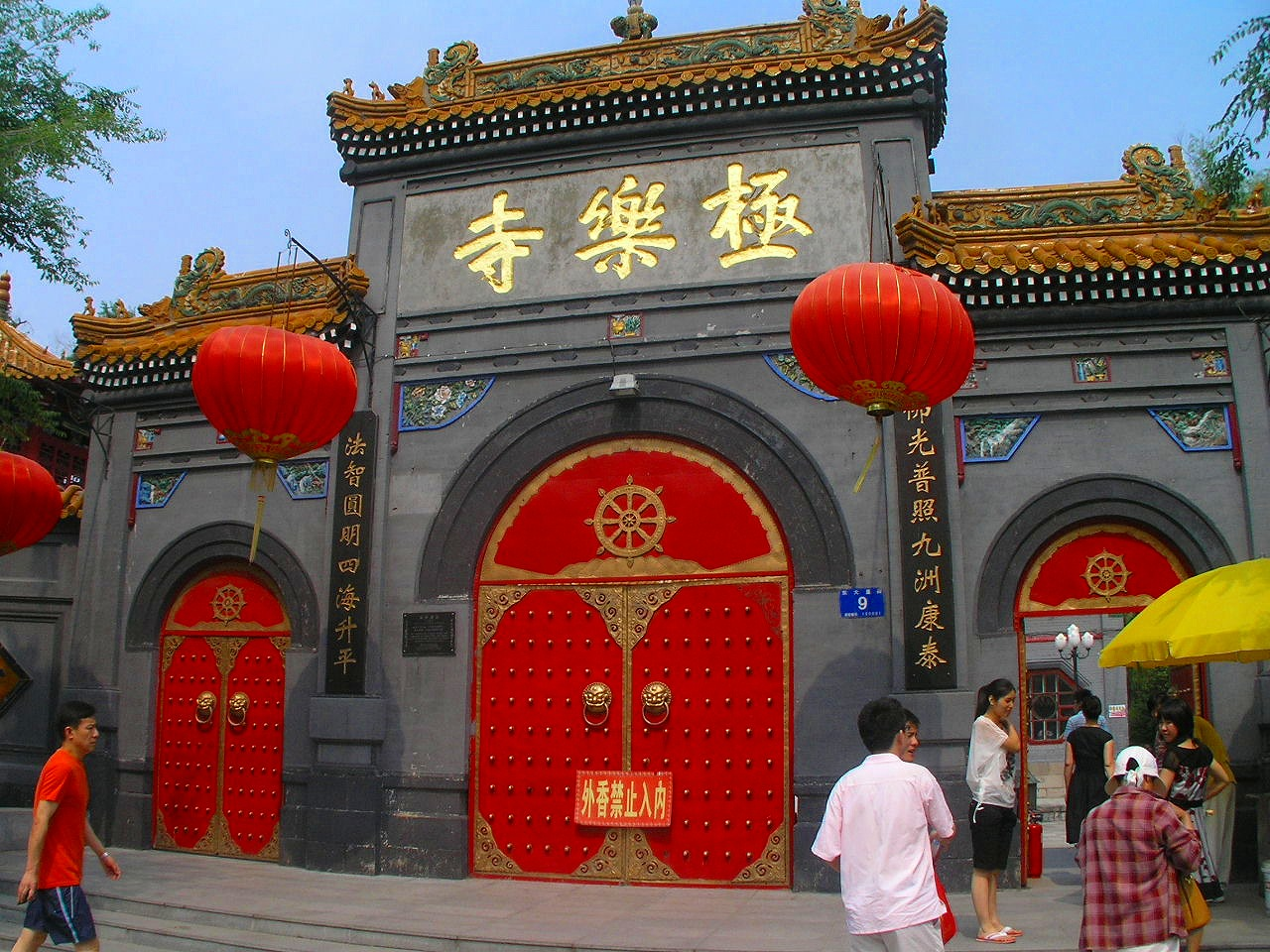

지러스(중국어: 极乐寺)는 중화인민공화국 헤이룽장성 하얼빈시에 있는 사찰이다. 1921년에 착공하여 1924년에 완공하였다. 27,570 평방미터의 대지와 5,186 평방미터의 건물로 이루어진 꽤 큰 규모의 사찰이다.